# Ocet ryżowy

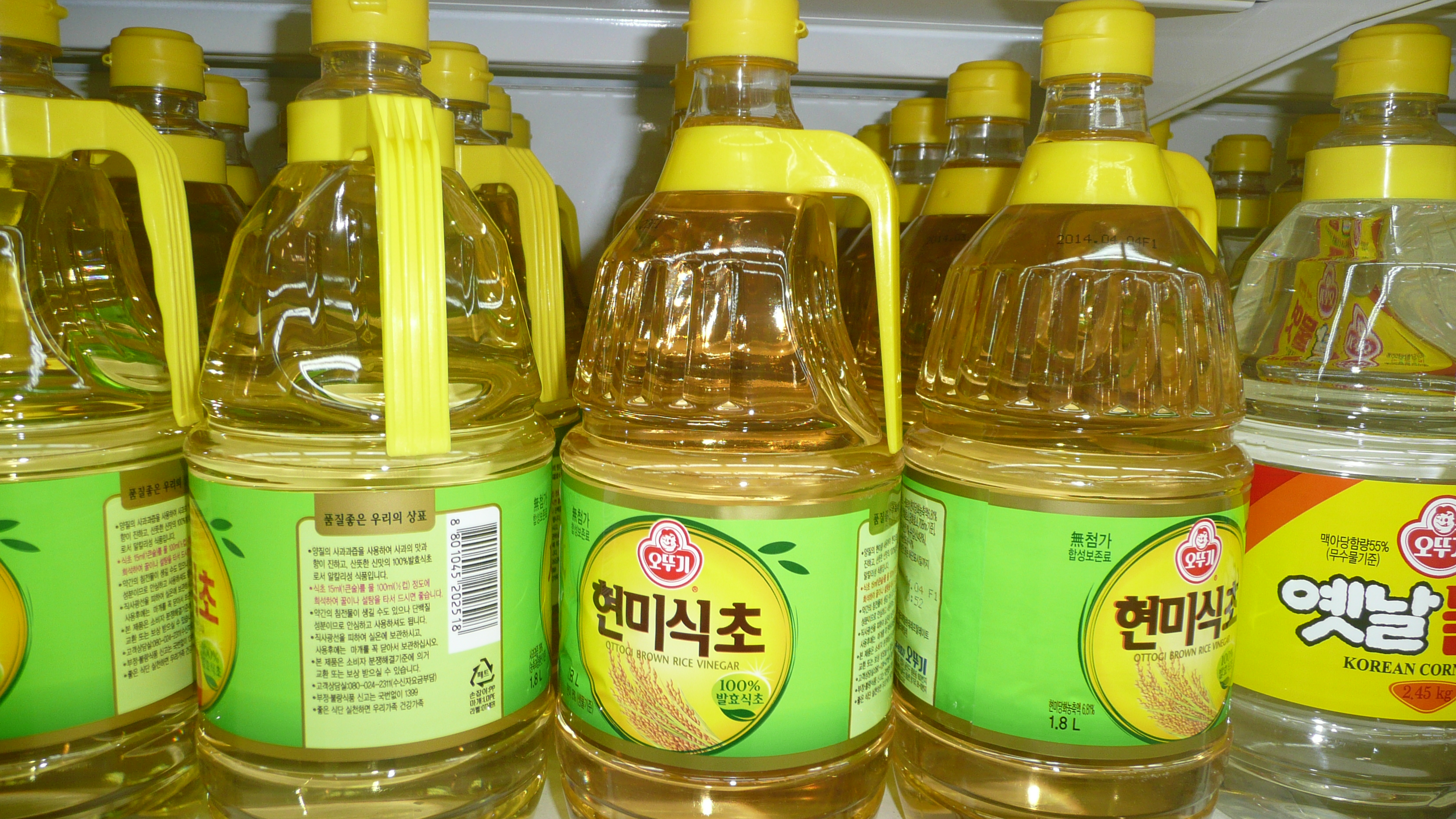
Koreański ocet ryżowy (biały)

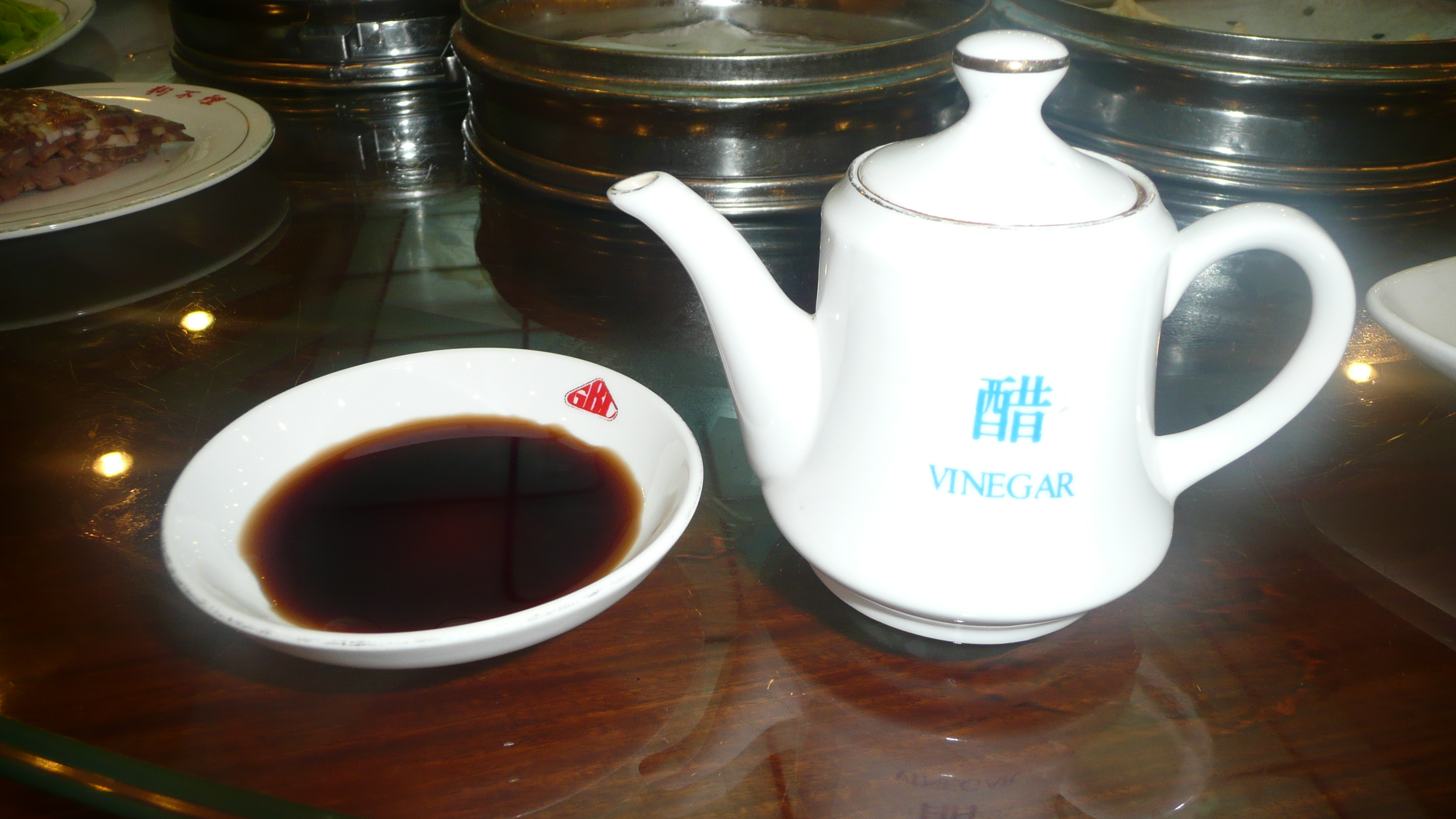
Chiński ocet czarny podany do spożycia

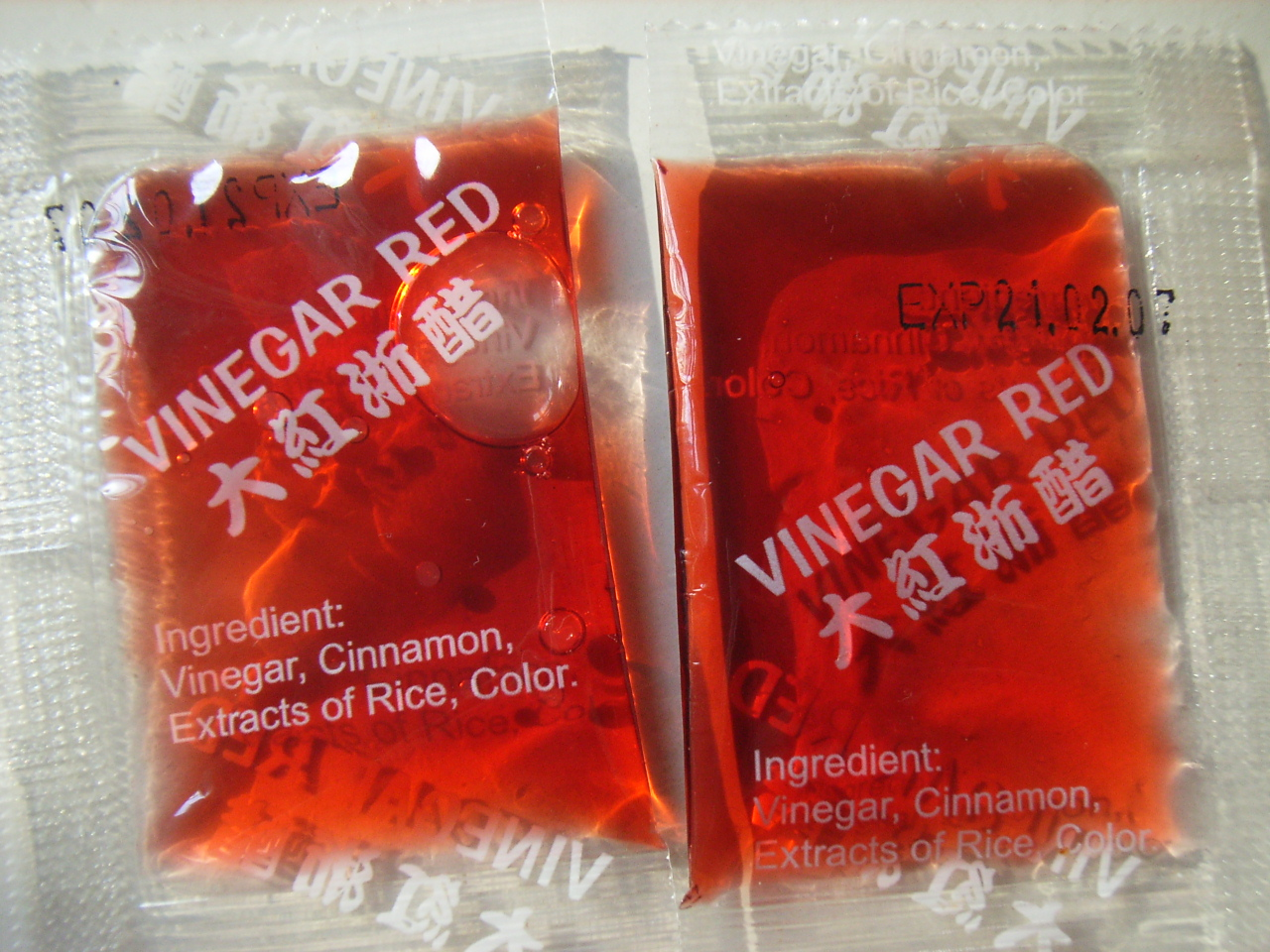
Ocet czerwony

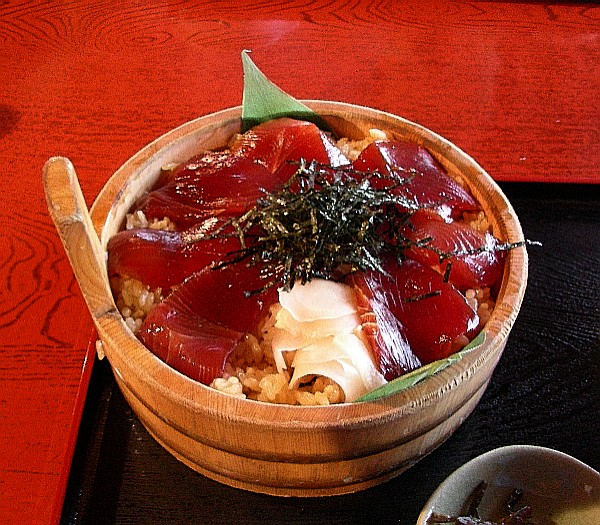
Kuchnia japońska – danie z użyciem octu ryżowego (tekone-zushi)

Ocet ryżowy – odmiana octu spożywczego, produkt fermentacji ryżu.

## Charakterystyka
Ocet ryżowy tworzony jest w drodze fermentacji alkoholowej i octowej produktów na bazie ryżu i innych dodatków. Otrzymuje się go najczęściej z przefermentowanego i kwaśnego wina ryżowego (gorszych gatunków sake). Inne gatunki można uzyskać z ryżu, kukurydzy, pszenicy i wody lub z drożdży, pszenicy, sfermentowanego ryżu kleistego oraz kukurydzy. Dodaje się do niego również wody. 
Głównymi producentami przyprawy są Chiny i Japonia, a także Korea i Wietnam. Chińskie octy ryżowe są z reguły kwaśniejsze i bardziej cierpkie, a japońskie słodkawe i łagodne. Chiński produkt może też miewać odcień biały albo czerwony i być aromatyzowany za pomocą sosu sojowego, słodkiego wina ryżowego, imbiru, suszonych płatków ryby bonito, chili, owoców cytrusowych, goździków, ziarna sezamowego, cebuli, chrzanu lub musztardy. 
Ocet ryżowy ma bardzo szerokie zastosowanie w kuchniach orientalnych. Można w nim marynować wszelkie produkty przed smażeniem, dodawać do sałatek, dań gotowych i dipów, czy też przyprawiać makarony. Jest jednym z podstawowych składników sushi. Również w kuchniach zachodnich znajduje coraz szersze zastosowanie z uwagi na znacznie mniej agresywny smak niż ocet spirytusowy, niezagłuszający innych walorów potraw. Po otwarciu naczynia z octem ryżowym należy je koniecznie przechowywać powtórnie zamknięte, w niskiej temperaturze, tak aby produkt nie utracił walorów smakowych.

## Odmiany
Z reguły wyróżnia się trzy podstawowe rodzaje octów ryżowych: biały, czarny i czerwony.

### Biały
Produkt najbardziej w smaku przypominający tradycyjny, zachodni ocet spirytusowy (z tym że jest łagodniejszy). Jest bezbarwny i używany do dań słodko-kwaśnych oraz marynowania produktów, głównie warzyw.

### Czarny
Ma ciemny kolor i wyraźny aromat. Najbardziej ceniony (dojrzewający latami) pochodzi z Zhenjiang nad Jangcy. Nadaje się przede wszystkim do sosów i dań smażonych. Nie nadaje potrawom kwaskowatości.

### Czerwony
Jaśniejsza odmiana czarnego, często stosowana jako jego zamiennik (po dodaniu niewielkiej ilości cukru). Nadaje się do sosów, dań z makaronu, ryb i owoców morza.